# Friends of Hell
Friends of Hell är det brittiska heavy metal-bandet Witchfinder Generals andra studioalbum, utgivet den 25 november 1983. Albumet utgavs på LP, kassettband och CD. På albumets konvolut ses glamourmodellen Joanne Latham.

## Låtlista
Alla låtar är skrivna av Zeeb Parkes och Phil Cope, där intet annat anges.
Sida A
1. "Love on Smack" (Parkes, Cope, Rod Hawkes) – 4:10
2. "Last Chance" – 3:50
3. "Music" – 3:05
4. "Friends of Hell" – 6:12

Sida B
1. "Requiem for Youth" – 4:35
2. "Shadowed Images" – 4:15
3. "I Lost You" – 2:55
4. "Quietus" – 6:20
5. "Quietus Reprise" (Cope) – 0:38

## Medverkande

### Witchfinder General
- Zeeb Parkes – sång
- Phil Cope – gitarr
- Rod Hawkes – basgitarr
- Graham Ditchfield – trummor

### Övriga
- Robin George – producent
- Dave Lester – ingenjör
- Tim Young – mastering
- Joanne Latham – omslagsmodell